# ポリアモリー

ポリアモリー・プライド・フラッグ

ポリアモリー（英: polyamory。古希: πολύ poly「多くの、複数の」、羅: amor「愛」）は、関与する全てのパートナーの同意を得て、複数のパートナーとの間で親密な関係を持つことまたは持ちたいと願うことを指す。
ポリアモリーは「同意に基づく、倫理的でかつ責任を持つノン・モノガミー」であるとされる。ポリアモリー的だと自認する人は二つに分けられる。一つの人々は、嫉妬心を自覚的にうまく扱うオープン・リレーションシップを信じ、深い・献身的・長期的な・愛し合う関係性においては性的排他性や関係性の排他性が必須だとの考えを退ける。 もう一つの人々は、性的活動をある一群の人々の間のみで、つまり閉ざされたポリアモリー的な関係性の中でのみ行う。この関係性は通常、ポリフィデリティと呼ばれる。
ポリアモリーは、関係者全員が一同に会して行う乱交をするわけではない。また、乱婚よりもパートナーとの繋がりが強い。しかし、複婚との違いは曖昧である。また、かつて使用された用語のフリー・ラブ（自由恋愛主義）やフリー・セックスとの関係も明確ではない。

## 語源
ポリアモリーという言葉は1990年代初頭の米国で作られた造語。ポリアモリーは、ノン・モノガマスで複数パートナーの関係、非排他的な性的関係・恋愛関係の種々の形態の上位語となっている。この語の用法は関与する個人の選択や人生観を反映するが、愛、親密、正直、誠実、平等、コミュニケーション、献身といったテーマや価値観が反復して見られる。

## 実践

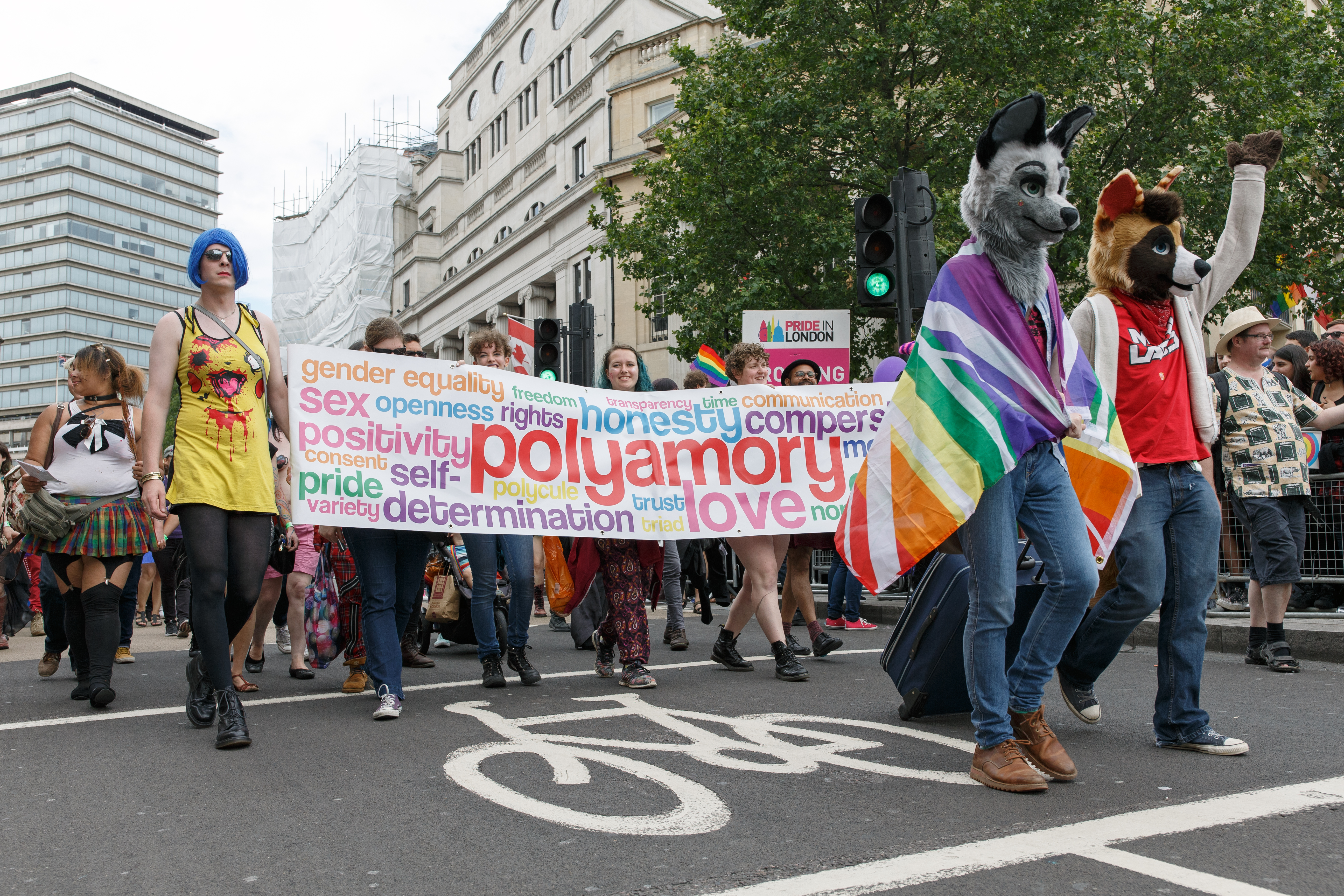
Pride in London 2016において二人のファーリー・ファンダムと一緒に横断幕を掲げて行進するポリアモリーの人々

合意あるノン・モノガミー（consensual non-monogamy, CNM。ポリアモリーもCNMに含まれる）は関与する個人のニーズや好みに応じて多様な形態をとりうる。2019年現在、米国の人口の5人に1人以上が過去何らかのCNMに関与した経験がある。
関係性についての哲学的基礎としてのポリアモリーとは別に、ポリアモリー生活を送る人々にとって、より一般的なモノガミーと比較して、生活をどのように整えるか、ある種の課題にどう対処するかという実践的な方法がある。異なる性的指向を持つ人々がコミュニティの一員であり、パートナーの合意を得て関係性のネットワークを形づくる。ポリアモリーは他のタイプのノン・モノガミーと多くの異なる点がある。スワッピング(swinging)やオープン・リレーションシップのカップルは非二者間の（≒婚外の）性的関係を持ちつつも感情的にはモノガミーを保つのが一般的である。同様に、モノガミー関係や他のノン・モノガミーの形態では友人とパートナーの境界ははっきりしていることが多い。しかし他のノン・モノガミーの形態と異なり「ポリアモリーは他者に情緒的親密さを与えることで有名である」。ポリアモリーの利点として、複数のパートナーと課題について話し合うことができ、それにより関係性を和解させ安定化させられること、観点の二極化を低減できること、家庭内の他のコミットした成人による情緒的援助と構造が挙げられる。他の利点として成人の経験・スキル・資源をより広く得られることや、友愛結婚の展望と支援がある（もし性的に活発でなくなっても恋愛ニーズを他で満たすことができるので満足のいくものとなる）。これにより既存の関係性の維持に貢献する。そして情緒的・知的・性的なニーズをより十分満たすことができるというメリットがある。一人ではこれら全てを満たしえないからである。逆に、モノガミーにおいてはある一人が個人のニーズ全て（性愛、情緒的援助、最良の友人、知的な刺激、他人との交際、社交の場での披露）を満たすべきという期待があるが、ポリアモリーはこの期待からの解放を提供する。
ポリアモリーコミュニティは欧州、北米、オセアニア、南米、アジアおよびアフリカに存在する。キンゼー研究所（Kinsey Institute for Research in Sex）は2009年7月時点で米国には50万の「公然とポリアモリー的である家庭」が存在すると推測している。これに加えて15～28%の異性カップルと約半数の同性・両性愛カップルが「非伝統的」な何らかのアレンジメントを有しているとガーディアン紙は2013年8月に報じている。ポリアモリーコミュニティは女性がコミュニティの創設の中心を担うためフェミニスト的に見えると言われ、ジェンダー平等が中心的主張である。ポリアモリーの人々にとって、COVID-19パンデミックの結果としてのソーシャルディスタンシングは既存の関係性に波紋を投げかけ、いく人かは別れることになり、その他は相手とのつながりを保つために苦労することとなった。

### 価値観

#### 誠実さ

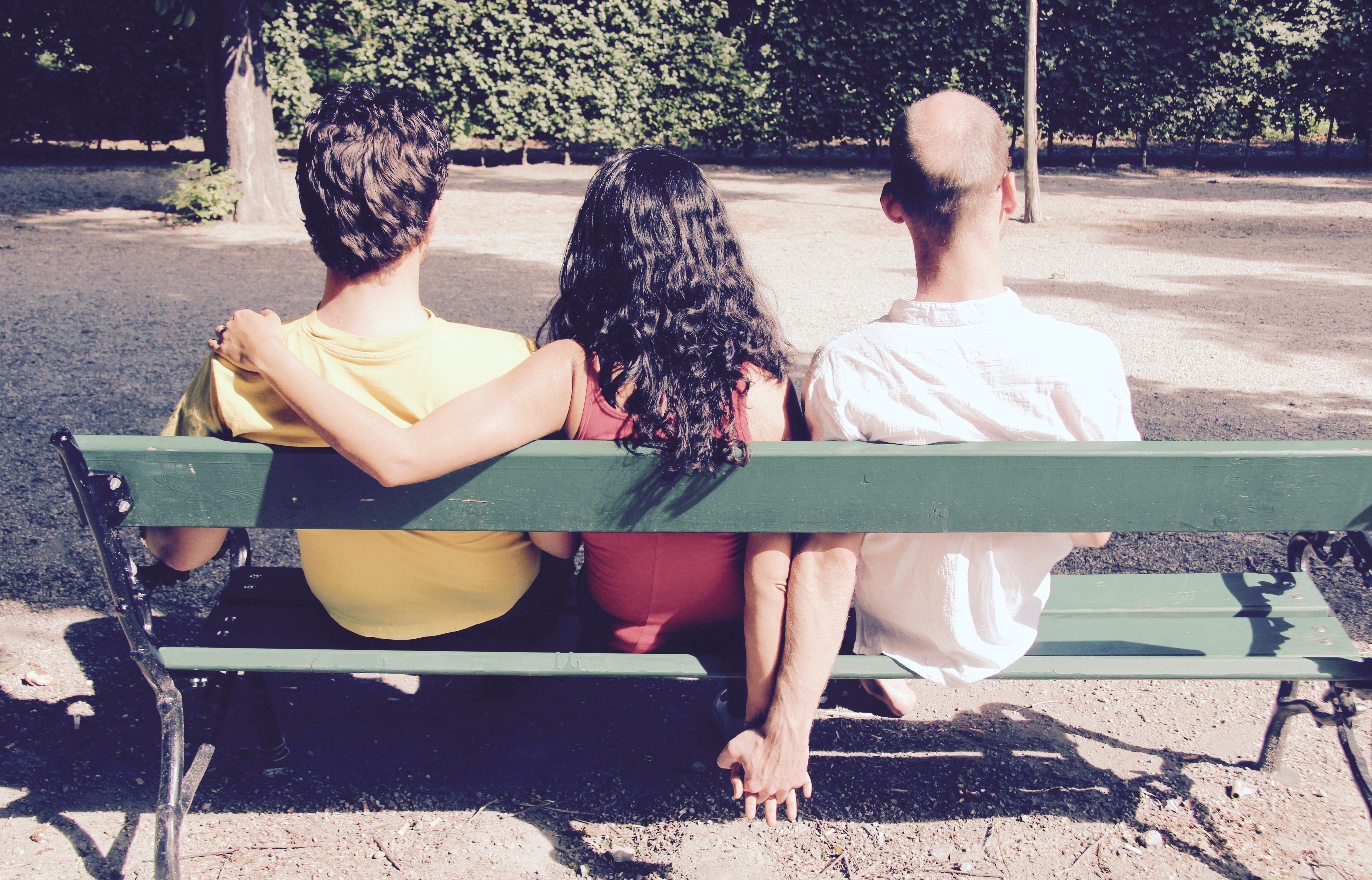
ポリアモリー関係にある3人

ポリアモリーの人の多くは誠実さ（fidelity）を性的排他性とは定義せず、関係性についての約束や合意を誠実に守ることと定義している。関係性の実践として、ポリアモリーには多種多様なオープン・リレーションシップや複数パートナーの群れが存在し、関係性の強さ・近さ・コミットメントの定義や度合いもさまざまである。具体的には、ポリアモリーは親密な関係にある3人によるトライアド（triad）の形をとることもあるし、4人以上からなるポリファミリーの形をとることもあるし、関係性の中心人物（「ヴィー」（vee）と呼ばれる）一人が二人と別々に交際することもあるし、カップルの各人が独自に他の人と交際することもあるし、これら以外にも多様な交際関係が存在する。 スワッピング実践者（swinger）であると同時にポリアモリーやポリデーティングを実践する人も存在する。ポリファミリーは「キッチンテーブルポリアモリー」と呼ばれることもあり、ポリキュールの全メンバーが快適であり互いとつながりを持っているので、文字通りキッチンテーブルを囲むことも珍しくなく、休日や誕生日、その他の大事なときを大グループとして一緒に過ごすこともある。このスタイルは家族的なつながりに重きをおく一方、全員が性的または恋愛的に他の全てと関係を持っているわけではない。ポリアモリーの他のスタイルとして、個々の関係性のメンバーがパートナーの他の交際相手に会ったりその詳細を知ることを好まないパラレルポリアモリー、複数の親密な（恋愛的または性的な）関係性を持つが、どの相手とも一緒に暮らすことは望まず、関係性はデートから始まり排他的関係に昇格し、婚約し、結婚し、子どもを持つという進歩をたどるべきであるというエスカレーター的考えを避けるソロポリアモリーもある。一部の人々にとってポリアモリーは「責任あるノン・モノガミー」の複数のアプローチの上位語となっている。これらの取り決めに違反して密かに性的関係を持つことは不誠実とみなされる。ポリアモリーの人は一般的に「コミットメント」を性的排他性ではなく、例えば「信用と正直（trust and honesty）」や「一緒に年を重ねていく」ことに基づいて定義する。メンズヘルス誌の記事においてZachary Zaneはポリアモリー的関係性におけるコミットメントは、「私はあなたのためにここにいる」、すなわちあなたを援助し、面倒を見て、愛する、という意味を持つと述べた。

#### コミュニケーションおよび交渉
ポリアモリーの関係性について「標準モデル」は存在せず、共通の期待に頼ることは現実的でないので、ポリアモリーの人たちは関係性に関する事柄を決めるため全ての関係者と明示的に交渉を行うことを推奨し、この交渉を正直なコミュニケーションとリスペクトの継続的プロセスとするのがよいとしばしば強調する。ポリアモリーの人の多くは関係性について実用主義的なアプローチをとり、ときには自分やパートナーが誤りをおかしたり理想に従って行動できなかったりすることがあるので、コミュニケーションがその修復のために重要だと考えている。ポリアモリーの人たちはまた、ポリアモリーは1対1の関係性の課題への一つの解答であるとも述べる。

## 法律
一夫一婦制（モノガミー）が法定婚姻制度となっている国家において、想定外にある。もし、法的な婚姻関係が成立していなければ、各々の関係はセックスフレンドとも言うが、精神的なつながりの強固さを以って、当事者同士はセックスフレンドではないとの認識を持つ場合もある。
2020年6月に米国マサチューセッツ州サマービル市議会、2021年3月に同州ケンブリッジ市議会はポリアモリーのパートナーシップを認めるように議決した。同年4月に同州アーリントン町のタウンミーティングでは2人以上の同棲関係が承認されたため、市とは違い、州の司法長官事務所からのレビューと承認の対象となった。

## 関連作品

### ドラマ及びドラマ化された作品
- 『彼女がそれも愛と呼ぶなら』（読売テレビ・日本テレビ系、2025年春） - 原作は2024年刊行の同名の小説[48]